# Club Puebla
El Club Puebla, antes llamado Puebla Fútbol Club, es un equipo de fútbol de México que participa en la Primera División Mexicana. Fue oficialmente fundado el 7 de mayo de 1944 y tiene su sede en el Estadio Cuauhtémoc de la ciudad de Puebla. Cuenta con 2 campeonatos de liga en la Primera División, 5 de Copa México, uno de Campeonísimo, 1 de la Supercopa MX y un título como campeón de la CONCACAF.

## Historia
El equipo Puebla Fútbol Club fue fundado por españoles y mexicanos de esa época. El equipo se convierte en España de Puebla en 1916 cuando se asocia con el Real Club España de la Ciudad de México. En 1928 nace el equipo Asturias de Puebla fundado por Manuel Hill, padre del jugador de España de México José Hill. Desde finales de los 1920s y a principios de los 1940s, el Asturias Poblano y España de Puebla sostienen una gran rivalidad en La Liga Amateur de fútbol Poblana, donde jugaron numerosos equipos poblanos como Club Reforma, Club Universal, Club Franco Inglés, Club México de Puebla, Club Excélsior de Puebla. En los inicios de 1940 y debido al profesionalismo del fútbol mexicano, tanto jugadores como dirigentes de los equipos Asturias y España de Puebla se unen para dar vida a lo que sería el Puebla Fútbol Club.
A principios de 1944, un grupo de empresarios conformados por Joaquín Díaz Loredo y Alfonso Sobero, lanzaron la propuesta de formar un equipo de fútbol profesional e ingresarlo a la Primera División, acción que se logró el 7 de mayo de ese mismo año cuando el Puebla Fútbol Club debutó en Veracruz dentro del Torneo de Copa 43–44. El viejo velódromo se convirtió en el Parque Mirador con el que se arrancó la mejor etapa de desarrollo del fútbol en Puebla, posteriormente convertido en el Parque El Mirador.
Se define que el uniforme fuera parecido al de River Plate (Club Argentino) pero la franja fuera azul por los colores de la ciudad y se trazara de derecha a izquierda en la camiseta.
El primer juego de liga ocurre el 20 de agosto de 1944 contra el Atlas, saliendo el Puebla ganador del encuentro por marcador de 5-2; fue el argentino Eladio Vaschetto en anotar el primer gol de Puebla en la liga mexicana, donde además se convirtieron en la revelación del campeonato al ser Subcampeón. De 24 juegos del torneo 1944/45, Puebla obtuvo 14 triunfos 2 empates 8 derrotas, 53 goles a favor por 30 en contra.

### Primer título de copa
Durante la segunda edición de la Copa, el recién creado Puebla Fútbol Club logró coronarse por primera ocasión eliminando a equipos como Atlas Fútbol Club y Atlético Oro, disputando la gran final contra el Club América. Los poblanos se impusieron por marcador de 6-4, siendo Eladio Vaschetto, José Guadalupe Velázquez, Ricardo Alarcón y Miguel López los responsables de los goles. Este equipo estaba dirigido por el español Eduardo Morilla.

### Segundo título de copa
Para esta temporada 1952-1953 el español Isidro Lángara se hace cargo de la dirección técnica, logrando coronar al equipo como campeón a pesar de todos los pronósticos de la prensa nacional que marcaban al León como amplio favorito. El cuadro poblano derrota a las chivas en semifinales, mientras que la final se la disputa el 31 de mayo de 1953 al equipo de León en un único partido en el Estadio Olímpico de la Ciudad de los Deportes de la Ciudad de México (Actualmente el Estadio Azul), con marcador de 4 a 1.

### Desaparición
Después de que en la 1955–56 una de las temporadas más polémicas de la historia, donde el entonces presidente de la franja, Manuel Hidalgo, pidiera permiso para retirar a la franja un año, debido a problemas económicos y en el mal estado en que se encontraba el parque el “Mirador”, mismo permiso que no fue otorgado por las autoridades de la FMF, quienes sentenciaron que si Puebla volvería, sería mediante la Segunda División. Manuel Hidalgo dijo que la FMF se apegaba a un reglamento inválido. Sin embargo, la franja se retiraría no por este hecho, sino por el incendio del ahora legendario parque “El Mirador”.
Aquello fue provocado; se dice que lanzaron una estopa ardiendo del lado de las tribunas que dan a la calle, se reportó una pérdida total de 300 mil pesos, este suceso concluyó con once años de fútbol en Primera División.

### Reaparición
Tras varios intentos por formar la franja en segunda división, fue cuando Manuel Sánchez Gómez, Leonardo Ortiz y Rafael Durán logran el objetivo para que Puebla regrese al Fútbol Mexicano el 19 de febrero de 1964, así reapareció en la temporada 1964-1965 con el entrenador Donato Alonso que formó su equipo con jugadores de segunda, algunos amateurs de Puebla y veteranos de los cincuenta. El reestreno fue el 7 de junio de 1964 en el estadio Ignacio Zaragoza contra Ciudad Victoria empatando a 2 tantos, obra de Roberto Torres y Francisco Escamilla. La primera victoria fue en la segunda fecha contra Texcoco por 4-1 se mantendría invicto 15 jornadas más hasta perder 0-1 contra Ciudad Victoria en la segunda vuelta. Puebla concluyó en sexto lugar.

### Primer ascenso
Seis años duró la estancia camotera en segunda y fue tras una serie promocional, cuando no hubo descenso y se amplió de 16 a 18 equipos en la Primera División, en donde subiría el campeón de la Segunda División y el ganador de un cuadrangular con Unión de Curtidores, Club Deportivo Nacional los Pericos y Naucalpan los Mastines. Puebla ganó los tres juegos disputados en el Estadio Olímpico Universitario. El duelo decisivo contra Naucalpán ganó Puebla 1-0 y fue Gervasio Quiroz el autor del gol que consiguió el ascenso y regresar a la máxima categoría en 1970. Puebla 2:2 Unión de Curtidores, Puebla 1:0 Naucalpan, Puebla 1:0 Club Deportivo Nacional.

### De regreso a Primera División
Dirigidos por el profesor Francisco González Gatica, los poblanos enfrentan al Club América en el Estadio Azteca con derrota 2-0, su primer empate ante la UNAM 1-1, en C.U. y la primera victoria ante Cruz Azul en el Estadio Cuauhtémoc 2-0. Esta temporada obtuvo 11 triunfos, 10 empates, 13 derrotas, alcanza 32 puntos ocupando la posición 11 de 18, aunque faltando 2 fechas Puebla estuvo en riesgo de disputar la liguilla por el "no descenso" así que González Gatica fue relevado por el español Ángel Zubieta y ganó los dos últimos duelos.
El torneo 1971-1972 concluye en la séptima posición pero no califica pues es superado por diferencia de goles por Monterrey y Guadalajara.
En 1972-1973 se pudo calificar sin embargo, cuando faltaban 6 fechas, una mala racha de 1 empate y 5 derrotas le arrebató el segundo lugar general relegando al equipo hasta el décimo.
En 1973-1974 Puebla logra la calificación al situarse en cuarto lugar por 13 victorias, 14 empates y 7 derrotas, se enfrenta a Cruz Azul en semifinales, en la ida igualan a uno, pero la vuelta la "máquina" arrolla 6-1. Este equipo era dirigido por Ignacio Trelles.
En 1975-1976, una mala racha de 11 fechas sin ganar y la indisciplina por 25 expulsados en el torneo, amenazó seriamente al cuadro blanquiazul de tener que jugar la liguilla por el no descenso pero eludió esa realidad al quedar en 18 general y dejarle ese problema al Potosino y al Atlante que descendió en esa temporada.
En 1977-1978, registró 20 derrotas que otra vez lo pusieron al borde de la liguilla por no descender. Sin embargo la última jornada empató a cero con Tigres en Monterrey, y condenó al Atlas que descendió y al Unión de Curtidores a los juegos para no descender a la Segunda División.
Para 1978-1979, Silvio Fogel era la máxima estrella del Puebla que, con sus 21 goles, ayudó a olvidar los problemas de descenso y obtener el séptimo lugar general. El equipo no calificó por un empate a cero contra América, que combinado con una victoria del Toluca lo dejó fuera de la liguilla. En esta temporada el Puebla golea 5-1 al Veracruz en el Estadio Cuauhtémoc.
Poco que resaltar de temporadas como 1979-1980, que con 11 triunfos, 11 empates y 16 derrotas ocupó el puesto 13 de 20.
Un año después, durante la temporada 1980-1981, mejoró solo un lugar. En esta campaña llegó el brasileño Muricy Ramalho que aportó 12 tantos y sería un jugador de época para la franja.
El 17 de julio de 1982 la directiva anunció que había serias ofertas de vender el club a Veracruz, dado que el equipo del puerto se encontraba en Segunda División. Entonces el exgobernador de Puebla Guillermo Jiménez Morales evita con un fideicomiso la venta de la Franja.
En esta temporada 1980-1981 ocupó el lugar 12 de 20 equipos con 37 puntos en 38 juegos producto de 12 victorias, 13 empates y 13 derrotas. Se anotaron 34 goles en toda la temporada.
En la temporada 1981-1982 participó en el grupo 1 quedando en el tercer lugar del mismo con 41 puntos en 38 juegos producto de 15 victorias, 11 empates y 12 derrotas. Se anotaron 58 goles. Con estos puntos no se logró calificar ya que se colocó en la décima posición general.

### Primer título de liga
1982-1983
Preparado al "azar", pocos no daban nada por Puebla y auguraban el descenso, pero La Franja tuvo una temporada interesante con un técnico novato como Manuel Lapuente. Por fin calificó con números de 15 triunfos, 15 empates y 8 derrotas, 53 goles a favor por 39 en contra y 45 puntos. Debió enfrentar la liguilla contra tres de Jalisco, primero Tecos de la UAG en cuartos, en la ida perdió 1-2, la vuelta los poblanos golearon 5-1. En semifinal contra la U de G primero en la ida cayó 0-1 en la vuelta lo superó 4-2, y en la gran final, Puebla fue afortunado por la terrible bronca que protagonizaron América y Chivas en semifinal, circunstancia que Puebla aprovechó para derrotar al Guadalajara. Otra vez en el Jalisco perdió 2-1. En la vuelta en el Cuauhtémoc abarrotado, fue un autogol (proveniente de un tiro de fuera del área de Arturo Orozco) el que empató el global a dos. Todo se debió definir en penaltis y Luis Enrique Fernández se vistió de héroe al definir el último cobro de penalti para ganar 7-6 tras nueve cobros por bando, venciendo al portero Celestino Morales.

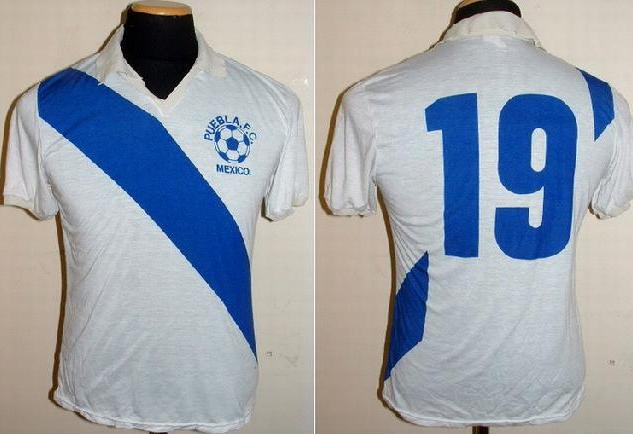
Playera del campeonato de 1982 usada por Francisco Thompson.

Plantel Campeón
| Soto Alvares Torre Orozco Sanhueza Arias Torres Ramos Moreno Ramalho Estupiñan |

|  |

### Temporada 83-84
La "campeonitis" mermó al cuadro de Lapuente que fue removido llegando Leonel Urbina, y el Puebla no calificó, pues logró la posición 13 ganando 12 partidos, 10 empates y 16 perdidos para un total de 34 puntos. Gustavo Moscoso llegó a Puebla como la gran figura, pero tuvo una difícil adaptación anotando tan solo 3 goles.
La franja se reforzó además con el mediocampista Enrique López Zarza y el centrodelantero Brasileño E. Parrao, que nunca rindió y solo logró anotar un gol al minuto 8´ en la jornada 21 el 22 de enero de 1984 ante el Cruz Azul; el marcador final fue Puebla 3 Cruz Azul 2 anotadores Muricy Ramalho con 2 goles al 36´ de penalti y al 50´y Parrao 1 al minuto 8´. En esta temporada debuta uno de los grandes jugadores poblanos que ha tenido la franja, Roberto Ruiz Esparza, el cual jugó 3 partidos completos.

### Temporada 84-85
Con el técnico Leonel Urbina el equipo logró la posición 10 ganando 13 partidos, empatando 11 y perdiendo 14 para un total de 37 puntos en 38 juegos ganando 13, empatando 11 y perdiendo 14, lograron llegar a cuartos de final enfrentando a los Pumas el 9 de mayo de 1985 el marcador fue Puebla 2 Pumas 0, con goles de Rubén Omar Romano al 5´ con remate de cabeza y al 19´. En este equipo se recuerda al brasileño Parrao no por sus grandes actuaciones si no por sus grandes limitaciones para jugar y sus grandes fallas. Al chileno mundialista en España 82 Gustavo Moscoso le costó un año adaptarse al fútbol Mexicano, después fue un jugador desequilibrante por la banda izquierda. Everardo Rodríguez Plata proveniente del Monterrey fue un central que lo destacaba por los cobros penales ya que todos ellos los tiraba muy suave al lado contrario del arquero. Horacio Sánchez- el hermano de Hugo Sánchez, provenía de Pumas. Moisés Camacho en 1977 fue contratado por el Puebla, y precisamente defendiendo la camiseta de La Franja volvió a saborear la gloria de un campeonato, solo que ahora en primera división, trece calendarios después. La temporada pasada jugó 22 partidos alternándose con Pedro Soto y ocupó un lugar entre los diez porteros más destacados de la campaña. Celestino Morales Con el Puebla, mostró cualidades que le permitieron augurarle un sitio en el equipo.

### PRODE 1985 y México 1986
Al ser México sede de la copa Mundial de 1986 el torneo la temporada 1985-1986 se dividió y se formaron 2 mini torneos el PRODE 1985 y México 1986. En la temporada denominada Prode 85´, al mando del uruguayo Hugo Fernández se consiguió la calificación, al lograrse 13 puntos de 8 partidos de los cuales se ganaron 5 se empataron 3 y 0 perdidos. En cuartos de final se jugó ante Chivas en el de ida el marcador fue Guadalajara 0 Puebla 0 y en la vuelta Puebla 1 Guadalajara 0. En semifinal se jugó ante Tampico Madero en la ida Tampico - Madero 4 Puebla 2 y en la vuelta Puebla 2 Tampico - Madero 1.
En la fecha 13 luego de que no funcionó Puebla entró al relevo el uruguayo Hugo Fernández quien consiguió la calificación, iniciando una etapa de 6 temporadas al mando consiguiendo la liguilla en 84-85, Prode 85', México 86', 86-87, y finalmente 87-88 aunque no dirigió esta liguilla pues fue despedido por diferencias con la nueva directiva.

### Tercer título de copa
Tras algunos problemas administrativos la Copa regresa al fútbol mexicano después de 12 años de no jugarse.
El Puebla se refuerza con Paco Romero, Arturo Castañon, “Wama” Contreras, el defensa chileno Óscar Vladimir Rojas, Rafael Amador y el goleador Jorge “Mortero” Aravena. El equipo logró la posición 10 ganado 13 partidos, empatando 12 y perdiendo 13 para un total de 38 puntos llegando a cuartos de final. En el torneo de Copa México la Franja avanza a semifinales eliminando al Monterrey.
El equipo camotero contaba con jugadores importantes que lo llevarían a coronarse campeón de dicho certamen, eliminando a equipos como Atlas, Monterrey y Toluca, llegando así a la final contra el equipo de Cruz Azul, final que se jugó a dos partidos, los camoteros lograron el empate en la ida a un gol, anotando por los celestes Ricardo Mujica, mientras que por los poblanos empataría el marcador Marcelino Bernal, para la vuelta se conservó el empate pero a cero goles.

### Nuevo dueño
Emilio Maurer adquirió al Puebla el 26 de mayo de 1988.

### Temporada 88-89
Puebla contrató al entrenador Chileno Pedro García Barros que obtuvo el súper liderato para Puebla, con 53 puntos producto de 20 triunfos, 13 empates y soló 5 derrotas, anotando 73 goles, sin embargo en la liguilla fue eliminado en la última serie grupal ubicado en el grupo A logró 5 puntos por 8 del América a la postre Campeón del torneo.
Estos cuatro grandes jugadores brillaron con la franja y cada uno se encuentran entre las grandes figuras del Puebla, ellos son Carlos Poblete, Mortero Aravena, Gustavo Moscoso y Paul Moreno. Esta fue la última temporada de Moscoso con el Puebla ya que estuvo después del Mundial 82 hasta el año 1988 y de la misma forma la última temporada de Paul Moreno que el vistió la camiseta del Puebla desde la temporada 1981-1982. Poblete una de las grandes figuras de la Franja anotando en esta temporada 21 goles. En este equipo se encontraban: (19) Orozco, (6) Cosio, (1) Alberto Aguilar, (9) Poblete, (4) Rojas, (5) Arturo Castañón, (16) Ángel Torres, (7) M. Bernal, (10) Paul Moreno, (8) Aravena, (11) Moscoso.

### Segundo título de liga y el "Campeonísimo"
Regresó Manuel Lapuente y la franja fue protagonista teniendo el tercer lugar del torneo con 46 puntos producto de 17 triunfos, 12 empates y 9 derrotas 57 goles a favor por 42 en contra; ya en la liguilla esta vez fue superior y se impuso en Cuartos a Correcaminos de la UAT por empate global a 4, perdió la ida 1-3, la vuelta ganó 3-1. En Semifinal a UNAM por un 8-6 global, la ida intenso 4-4 en Puebla, la vuelta 4-2 a favor en C.U. Y en la final a U de G ganando en Guadalajara 2-1 goles de Octavio Mora por el local y Jorge Aravena y Carlos Poblete. La vuelta en el Cuauhtémoc 4-3 con goles de Javier Hernández Gutiérrez, dos de Jorge Aravena y Carlos Poblete, por la visita anotaron autogol de Roberto Ruiz Esparza, Daniel Guzmán y Jorge Daválos.
El Chileno Jorge "Mortero" Aravena la máxima figura que ha tenido la franja, anotador del tiro libre directo a más larga distancia ante Monterrey se lo anotó al portero Tirzo Carpizo al minuto 89´en donde Puebla ganó 3 a 2 en un impresionante tiro libre desde media cancha en el Tecnológico de Monterrey el 25 de noviembre de 1989.
El brasileño Edivaldo Martins, un jugador zurdo desequilibrante de gran talento, anotador de 8 goles. El conjunto dirigido por Manuel Lapuente se formaba habitualmente con Pablo Larios en el arco, Arturo Álvarez, Edgardo Fuentes, Roberto Ruiz Esparza y Arturo "Mango" Orozco como defensas; Marcelino Bernal, José Manuel de la Torre, Jorge Aravena y Javier "Chícharo" Hernández en el mediocampo, y Carlos Poblete, acompañado por el guaraní Julio César Romero "Romerito", en la primera vuelta y por el brasileño Edivaldo Martins, en la segunda. También ingresaron con cierta continuidad Ángel Torres, Arturo Cañas, Francisco Romero, Sergio Almaguer y Alberto Morales.

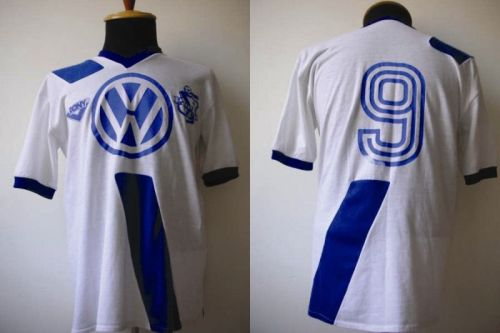
Playera Carlos Poblete 1989-90 campeonísimo.

Plantel Campeón
| Larios Álvarez Fuentes Orozco Esparza Bernal Torres Hernández Edivaldo Aravena Poblete |

|  |

### Cuarto título de copa
Además en la temporada 89-90 el Puebla fue Campeón de Copa, el 11 de abril de 1990, venciendo en esa final a Tigres UANL, siendo Director Técnico Luis Enrique Fernández (sólo el partido de la final); la ida quedó 2-0 a favor de Tigres, partido jugado en el volcán de Monterrey. La vuelta fue un 4-1 a favor de Puebla. Quedando el marcador global 4-3 a favor del Puebla. Goles en la vuelta: Edgardo Fuentes, Carlos Poblete, Jorge Aravena y Marcelino Bernal (PUE) por lo que logró el título de Campeonísimo consagrando a los chilenos Aravena y Poblete como dos de los mejores futbolistas en la historia del club. Chepo de la Torre, Mortero Aravena y Carlos Poblete, por ganar la liga y la copa en el mismo año, el Puebla logró el título de Campeón de Campeones.

### Década de 1990
En 1990-1991, Manuel Lapuente deja al Puebla para dirigir sin mucho éxito la Selección nacional, siendo relevado por Ignacio Trelles. Este califica al equipo logrando 39 puntos en 38 partidos de los cuales 14 victorias 11 empates 13 derrotas. Así enfrentan en cuartos al Monterrey goleándolo la ida 4-0 y pero perdiendo la vuelta 1-0 para un global de 4-1. Sin embargo el equipo es eliminado en semifinales por los Pumas de la UNAM con marcadores de 0-1 la ida y 2-0 la vuelta.
En este equipo se destacan: (15) Orozco, (4) Esparza, (3) Martín Vázquez, (1) Larios, (9) Poblete, (2) Álvarez, (7) Chepo de la Torre, (8) Bernal, (14) "Chícharo" Hernández, (10) Aravena.

### Campeón de la CONCACAF
En 1991 el club obtiene su primer logró internacional: la Copa de Campeones de la Concacaf, derrotando al Police FC de Trinidad y Tobago en la final.

### Temporada 91-92
Regresa Manuel Lapuente se lograron 41 puntos en 38 juegos de los cuales 13 ganados 15 empatados 10 perdidos y otra vez una extraordinaria temporada lleva el equipo de la Franja a otra liguilla. En cuartos de final enfrentando a Guadalajara derrotándolo 3-1 ida, y 2-1 en la vuelta. En semifinal a Necaxa 3-2 la ida, en un partido memorable de Carlos Poblete ya que anotó 3 goles el primero al minuto 5´ tras pase de Francisco Gómez, el segundo al 12´ tras pase de Juan Carlos Chávez el tercero al 67´ y tras ser expulsado Pablo Larios al minuto 77´, Poblete se puso de portero, detuvo la artillería de Ivo Basay y Ricardo Peláez y paró un penalti, se recuerda que todo el estadio coreaba su nombre y salió en hombros. En el partido de vuelta el marcador fue 0-0. Club León se enfrentaría al Puebla en la serie final, en el partido de ida empataron a cero en medio de una tormenta.
En el partido definitivo por el título el domingo 7 de junio de 1992 en el Estadio León los verde lograron coronarse campeones con un marcador final de 2-0 a favor con gol de Carlos Turrubiates y un autogol del poblano Aurelio Rivera ambos en tiempo extra. Ruíz Esparza fue uno de los pilares para llegar a estas instancias. El Brasileño Miltón Coimbra, "Zico", jugador con gran clase pero no logró ser constante. Alineaciones Club León Vs. Puebla. - Gerardo González 11.- Juan Carlos Chávez 4.- Roberto Ruiz Esparza 1.- Pablo Larios Iwasaki 3.- Aurelio Rivera 9.- Carlos Poblete 7.- Paulo César Silva 49.- Raúl Arias 16.- Ángel Torres 8.- Francisco Ramírez 18.- Salvador Reyes. DT Manuel La puente. Suplentes: Sigifredo Mercado, Gilberto Jiménez, Gerardo Marcareño, Milton Antonio Nunez "Zico".

### Copa Interamericana 1992
La Copa Interamericana 1992 se disputó en dos partidos de ida y vuelta entre el campeón de la Copa Libertadores 1991 y el campeón de la Copa de Campeones de la Concacaf 1991.
La ida se jugó el 9 de septiembre de 1992 en el Estadio Olímpico de Villahermosa, México, donde Puebla FC caería 1-4 ante Colo-Colo, con tres goles de Barticciotto y uno de Adomaitis.
La vuelta se jugó el 23 de septiembre de 1992 en el Estadio Monumental, ante 52.155 espectadores controlados. Sería victoria de 3-1 para el Cacique, con anotaciones de Rubio (38′), Mendoza (65′) y Adomaitis (p. 74′).

### La franja naranja y los "ejecutivos"

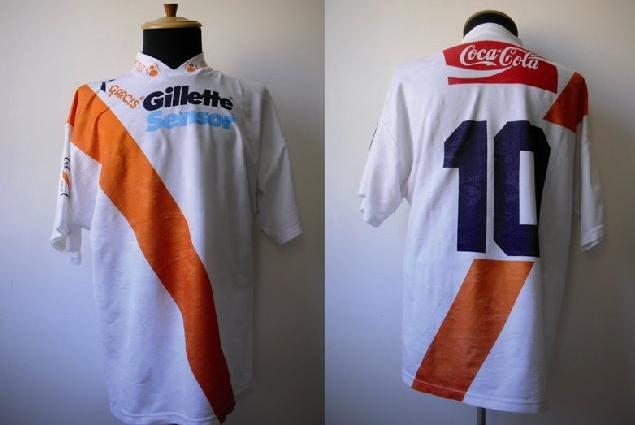
El polémico uniforme naranja de los "ejecutivos".

En la Temporada 1995-1996 cambió de dueños nuevamente, Ahora fueron los hermanos Abed cambiando el escudo por un cuadrado con una franja. El torneo terminó con el último lugar general con estos números: 6 triunfos, 10 empates, 18 derrotas, 29 goles a favor por 54 en contra y 28 puntos. En este equipo se encontraban: Aurelio Rivera, Rabajda, "Peruano" Soto, Sol, Plasencia, Eduardo Cordova, Leopoldo, "Chorrillano" Roberto Palacios y Joaquín Hernández. Otros de los jugadores de este torneo fueron: Alejandro "El Gallo García", Arturo Álvarez, Cecilo de los Santos, Gilberto Jiménez, Pony Ruiz, Sergio Lira, Ambrosio Cocoletzi.
En el torneo invierno 1996 la era de torneos cortos en México llegó con un Puebla impulsado por los Abed. Sin embargo el torneo fue positivo al calificar luego de obtener 31 puntos, en la liguilla se eliminó a Toluca 2-1 global y se perdió contra Necaxa ambos cotejos con global 7-3. Este torneo La Franja consiguió su primer y único Campeón de goleo en Carlos Muñoz el español marcó 15 goles en 17 juegos y ninguno en la liguilla, también tiene el récord todavía vigente, de más goles para Puebla en un mismo juego en torneos cortos al marcar 4 goles a Tecos en invierno 96' y 4 a Morelia en verano 98'.

### Regreso de la franja azul y la era "Francisco Bernat"

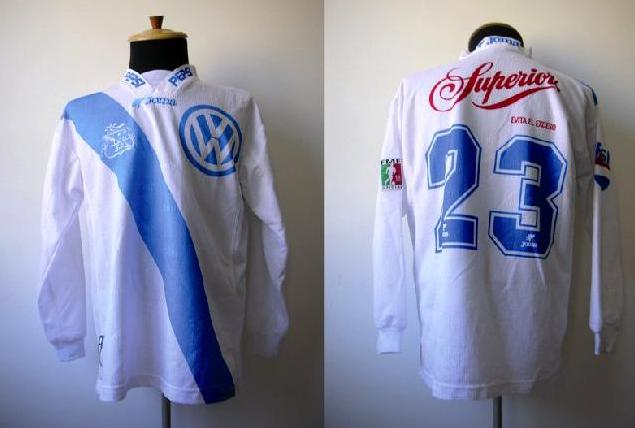
La directiva encabezada por Francisco Bernat Cid, regresó el escudo y los colores originales del Equipo.

En el invierno 1998 Después de tres torneos los Abed vendieron el equipo a Francisco Bernad Cid quien con Enrique Regordosa conformó una directiva que regresó los colores y escudo tradicionales; sin embargo, José Abed desmanteló al equipo quedándose con las cartas de los extranjeros perjudicando a Gerardo Rabajda, Carlos Muñoz y José Soto quienes no fueron contratados y se quedaron sin equipo. Así que Raúl Cárdenas, que no pidió ningún refuerzo del draft, trajo 5 yugoslavos que fueron un fracaso. Este torneo marcó el peor de la historia al obtener soló 9 Puntos producto de 2 triunfos, 3 empates, 12 derrotas, 13 goles a favor por 41 en contra.

### Primer descenso
En el torneo verano 1999 en este torneo la historia no fue diferente y aunque llegó Alfredo Tena con refuerzos como Martín Félix Ubaldi, François Oman-Biyik, Rubén Ruiz Díaz La Bomba, y el regreso de Miguel Pardeza Ratoncito, no mejoró así que fue cesado y se contrató a José Fabián Cela que menos aportó y con el empate en Monterrey en la última jornada Puebla marcó su descenso. los números fueron: 3 triunfos, 4 empates, 10 derrotas, 15 goles a favor por 30 en contra para 13 puntos.
Cuando parecía que se viviría el descenso, inesperadamente durante el draft de Ixtapa, se anunció la venta del León por Valente Aguirre a Francisco Bernat, quién anunció el 21 de junio: ¡¡León se convierte en Puebla F.C!!, desmintiendo a Valente Aguirre que en la compra no hay ningún impedimento de llevárselo y afirmó: "Si lo compramos es para llevarlo a Puebla, somos poblanos y tenemos una responsabilidad con nuestra afición de darles futbol de Primera División Nacional... Ahora que si hay gente que quiere que el equipo permanezca en León, que nos pague los 9 millones de dólares que nos costó". Ello generó protestas de la afición cuerera que evitó la desaparición de su equipo. El 23 de junio se anuncia que Puebla regresa a Primera División, León se queda y permanece en la ciudad, siendo adquirido por Roberto Zermeño, y que Unión de Curtidores que había logrado el ascenso a la Primera División, desaparece. Los jugadores solo se intercambiaron por lo que Puebla se quedó con jugadores adquiridos por León y el León con los de Curtidores que se volvió Puebla F.C. La franquicia del Puebla que había descendido se volvió Ángeles de Puebla, además llegó otra franquicia llamada Lobos proveniente del Truenos de Cuautitlán que en su momento fuera sucursal del Club Necaxa en Primera "A". Cabe mencionar que antes de esta temporada la ciudad no contaba con fútbol de ascenso.
En el torneo invierno 1999 fue decepcionante el "Regreso" pues en el primer partido de regreso a Primera División se jugó ante Celaya ganando Puebla 1-0 con estadio lleno a las 5:00 de la tarde en un doble partido, ya que debutó Ángeles de Puebla ante Cañeros de Zacatepec. Jafet Soto, fue el anotador del gol que dio el triunfo. Jafet Soto anotó 14 goles en 33 partidos del torneo. Obtuvo 20 unidades de los cuales fueron 5 victorias 5 empates y 7 derrotas, por ello fue cesado a media temporada José Marí Bakero que insistía en alinear al portero Memo Matiez, posteriormente llegó Mario Carrillo que renunció al cargo tras el término del torneo. (1) Memo Matiez, (2) Sergio Prado, (3) J. Velázquez, (4) Roberto Medina, (5) Aurelio Ferreira, (6) Gilberto Jiménez, (7) Armando Muñoz, (8)Alberto García Aspe, (10) Jafet Soto, (11) Raúl Ibáñez, (12) Alan Cruz, (14) Sigifredo Mercado El Chivo, (17) Gabriel Parra, (18) Fco. Gómez, (19) Ubaldí, (20) Adrián Sánchez, (25) Iván Navarro Sanabria.

### Década de 2000: Un nuevo descenso
El Clausura 2005 con un porcentaje de 115 puntos en 110 juegos para 1.0454 envió al Puebla F.C. a su segundo descenso en 6 años pero esta vez el dinero no evitaría esa realidad, quedándose en la división de ascenso. Roberto Saporitti fue el entrenador en turno, y Puebla vivió el descenso a manos del rival odiado deportivamente, el Veracruz, el sábado 30 de abril en el puerto, perdiendo 2-1 con goles de Walter Jiménez El Lorito y Lucas Ayala, descontó Óscar Mascorro. Los números fueron estos: 4 triunfos, 4 empates, 9 derrotas, 19 goles a favor por 29 en contra para 16 puntos. El máximo anotador fue el chileno Ignacio Quinteros con soló 5 goles.

### Apertura 2005: Campeón de liga de ascenso
Puebla conformó una nueva directiva con Emilio Maurer como asesor y se nombró a Jorge Aravena como entrenador mismo que arrancó ganando al otro poblano Lobos de la BUAP 4-1, el primer gol fue por David Rincón al '37; también anotaron Eudalio Arriaga, que permaneció con el equipo un año más, y dos de Mario García. En la temporada consiguió 33 unidades y clasificó de 3.º enfrentando en cuartos a Chivas Coras serie que asumió René Paul Moreno como entrenador por la inesperada renuncia de Jorge Aravena, el duelo fue difícil y se avanzó por mejor posición al igualar 3-3 global con un gol en los últimos minutos por parte de Iñigo Rey; En semifinal ante Sonora al que eliminó otra vez vía empate global 2-2; En la final enfrentó a Cruz Azul Oaxaca líder de ese torneo. Primero el 14 de diciembre de 2005 en el Cuaúhtemoc empató 1-1, goles de Orlando Rincón al '70; Darío Gigena de penal empató al '78. En Oaxaca, con gol de Juan De La Barrera al '72 Puebla ganó el título de Apertura. El Argentino Alejandro De La Cruz Bentos fue el goleador con 11 goles en 24 juegos.

### Clausura 2006
Se vivieron otra vez irregularidades, el primer error fue dejar ir a Eudalio Arriaga y traer a Leandro Álvez y Carlos María Morales, cambiar dos veces de Entrenador provocaron la caída de la Franja al último lugar con 14 puntos. Al disputar el Ascenso se cometieron nuevamente errores como traer a César Luis Menotti como asesor quién llevó a la franja a Argentina a una pretemporada, también se nombró a Rubén Rossi como técnico, se terminó este desbarajuste en un fracaso por regresar a la división de honor (al perder la Final ante Querétaro, primero en la ida cayó 1-2 en el Cuauhtémoc y en La Corregidora de Querétaro, fue goleado 3-0.

### Apertura 2006: Campeón de liga de ascenso
Otra vez un plan para ascender se ideó, lo primero fue nombrar a José Luis Sánchez Solá Chelis quién era desconocido para la afición y fue duramente criticado su nombramiento como entrenador, a pesar de que previamente había trabajado en las inferiores del Puebla, también llegaron jugadores como Álvaro González campeón de goleo del certamen con 14 goles y Jorge Zamogliny, El Ruso. Lo destacado fue en la fecha 3 cuando el Puebla rompió una racha negativa de 15 juegos sin ganar al imponerse al Tampico Madero 2-0, además nuevamente fue protagonista del torneo, calificó como segundo lugar general y primer lugar del grupo 2 con 33 puntos. Ya en la liguilla enfrentó en cuartos a Coatzacoalcos venciéndolo 5-3 en el global, en semifinal ante Cruz Azul Hidalgo empató el global 2-2 avanzó por mejor ubicación y en la final contra Salamanca líder general del torneo con quién empató el global a 3 (1-1 ida) y (2-2 vuelta) todo se definió en tanda de penaltis, siendo héroe Jorge Zamogliny al acertar el ultimó y Adrián Domínguez de Salamanca al fallar su disparo.

### Clausura 2007: Campeón y de regreso a Primera División
Esta vez Puebla tuvo un torneo bueno además mejoró su actuación anterior al sumar 36 puntos y nuevamente ser líder del grupo 2 y Álvaro González La Bola, como su figura resultó otra vez goleador del torneo. En la liguilla enfrentó en cuartos a Pumas Morelos con marcador de 4-3 global avanzó a semifinal y el rival fue el León quién eliminó a Puebla al ganar en la ida 2-0 y empatar 3-3 en la vuelta en un juego lleno de emociones donde a pesar del resultado la gente salió satisfecha por la entrega de su equipo, así La Franja espero al finalista de entre Dorados o León siendo Dorados que venció 5-4. La final de Ascenso fue un 1-1 en la ida goles de Álvaro González y Carlos Casartelli. El domingo 26 de mayo se realizó el juego de Vuelta en Puebla, ante un espectacular lleno en el Estadio Cuauhtémoc se cumplió la Hazaña al derrotar 3-2 a Dorados con dos goles de Álvaro González al '8 y '45, Hugo Ruiz al '26. los visitantes anotaron por Mario Padilla y Lucas Silva. El ascenso se consumó por fin "Puebla es de Primera". Entre los jugadores de este ascenso, se encuentran Orlando Rincón, Sergio Pérez Moyá, Luis Miguel Noriega, Sergio Rosas, Jorge Villalpando, Álvaro Fabián González, Jorge Zamogilny y el capitán Oscar Joaquín Velázquez que permanecieron en el equipo aun después de regresar a la Primera División a mediados de 2007.

### El regreso al máximo circuito
Meses después del ascenso y tras la salida de Emilio Maurer, en septiembre, se dio a conocer una grabación en la que el empresario Emilio Maurer, asesor de la directiva del Puebla y expresidente del conjunto, charló en abril con el exjugador de Camoteros y candidato a la alcaldía de esa ciudad, Roberto Ruiz Esparza, de cómo buscar un "arreglo" para asegurar el ascenso del equipo con el apoyo del timonel de Dorados de Culiacán. La situación generó gran molestia en el seno del cuadro sinaloense, donde el entrenador Hugo Fernández amenazó con ir hasta las últimas consecuencias con el fin de limpiar su nombre e imagen, por lo que incluso presentó denuncias contra quienes resultaran responsables ante las autoridades mexicanas.
Finalmente, la Comisión Disciplinaria determinó tras su investigación que "no se desprende o acredita la existencia de algún incentivo otorgado por parte del club Puebla FC o un tercero a algún Jugador o miembro del cuerpo técnico del club Dorados de Sinaloa, que hagan suponer el "arreglo al que hace referencia la nota publicada por el diario deportivo Récord". Resaltó asimismo que "no se encontraron elementos que impliquen la participación de los clubes Puebla FC y Dorados de Sinaloa en hechos que acrediten el supuesto `arreglo' por el ascenso del club Puebla F.C. a la Primera División Profesional". De esta forma comenzó un nuevo periodo del Puebla en Primera División en el que ya se ha consolidado jugando una vez Cuarto de final y una Semifinal.

### Quinto título de Copa
Tras la derrota en la final de Copa en el Apertura 2014 y 25 años sin que el equipo Puebla consiguiera un título oficial, este llegó en la edición Clausura 2015 de la Copa MX al vencer en su segunda final consecutiva al Club Deportivo Guadalajara por 4 goles a 2.
Con tantos de Luis Gabriel Rey, Facundo Erpen y Matías Alustiza en dos ocasiones de parte del Puebla y dos tantos de Aldo de Nigris de lado de los tapatíos, los poblanos pudieron celebrar un título más en su historia, la despedida de Cuauhtémoc Blanco estuvo marcada por cerrar su carrera como un campeón, dejando la quinta estrella en el escudo poblano misma que quedará para la posteridad junto con el Club León y América como los máximos ganadores de este torneo.

### Campeón Supercopa MX
Artículo principal Supercopa MX 2015
Debido al título obtenido en la Copa MX, Puebla disputó a partido único en el Estadio Toyota de Texas frente al club Morelia (en sustitución al Santos Laguna), con gol de Luis Gabriel Rey, la Franja se adjudicó un título oficial más a su historia así como el pase a la Copa Libertadores 2016 como México 3.

## Jugadores

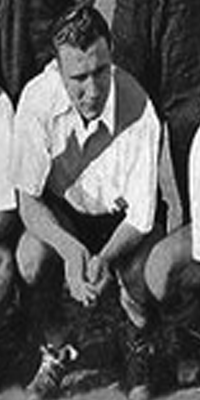
Eladio Vaschetto anotador del Primer gol del Puebla en 1944.

Desde 1950, cuando Ricardo Álvarez marcó su último gol, el 87 que alcanzó con el Puebla, ningún otro romperredes de la Franja ha logrado igualar esa marca.
La Fecha de 21 de mayo de 1950 indica el último gol que hizo con el Puebla, el delantero Ricardo Álvarez, quien se iría a las pocas semanas a jugar con el Veracruz, dejando en su historial con el cuadro de La Franja un total de 87 goles, para los que le bastó con jugar 125 partidos durante cinco campañas. Nadie podría imaginar entonces que más de medio siglo después el nombre de "La Changa" Álvarez se mantendría en la cima de los mejores anotadores del Puebla en Primera División, y es que pese a que el equipo poblano ha sido regular y constante en el Máximo Circuito, donde lleva 54 campañas, ninguno de los futbolistas ha podido alcanzar la centena de anotaciones y dos, en 1996 y 2010, pudieron conquistar un título de goleo.
El primero en lograr el título de goleo individual fue el español Carlos Muñoz, en el primer torneo corto de la historia, al convertir 15 tantos. Gracias a cuatro buenos torneos, el delantero asturiano pudo colarse en la lista de los mejores goleadores del Puebla, aunque quedó lejos de amenazar el récord, al que sí se acercaron el chileno Carlos Poblete, líder anotador poblano en liguillas con 15 tantos, y el argentino Silvio Fogel, quien en la década de los 70 fabricó 84 tantos.
Cabe señalar que tanto Poblete, que totalizó 132 anotaciones, como Fogel, autor de 103, superaron la barrera de los 100 goles, pero no con el uniforme del Puebla, idéntica circunstancia del líder Ricardo Álvarez, quien registra a su nombre 113 anotaciones, incluyendo tantos que realizó con el Moctezuma de Orizaba y el Veracruz.
Álvarez poseía además la marca del club de más goles anotados en una campaña, al hacer 25 en 1994-45, pero esta marca ya fue superada por el chileno Jorge “Mortero” Aravena quien en apenas tres años acumulo un impresionante total de 66 goles, incluidos 28, cifra récord en la entidad, en la Temporada 1988-89, en la que se quedó a un gol del campeón goleador Sergio Lira.
Al igual que Álvarez, el Puebla de los 40 aporta a Guadalupe Velázquez otro de los símbolos destacados del equipo, ubicado en el quinto sitio con 61 tantos. El brasileño Muricy Ramalho, pieza medular del primer Puebla campeón en 1982-83, también se dio el lujo de superar el medio centenar de obras con el equipo, algo en lo que se quedó corto el hábil Paul Moreno, que sin ser un goleador, supo destacarse en ese plano pegado a la banda derecha.

## Organigrama deportivo

### Plantilla y cuerpo técnico
- De acuerdo con los reglamentos vigentes, de competencia de la Liga MX (2025-26) y de participación por formación de la FMF (2021), los equipos de la primera división están limitados a tener registrados en sus planteles un máximo de nueve jugadores no formados en México (NFM), de los cuales solo ocho pueden ser convocados por partido y únicamente siete podrán tener participación. Esta categoría de registro, no solo incluye a los extranjeros, sino también a los mexicanos por naturalización. Los jugadores que obtengan su carta de naturalización durante el torneo, permanecerán con el registro de su nacionalidad de origen hasta el certamen siguiente; no obstante, si un jugador naturalizado participa de un partido de competencia oficial con la selección mexicana, podrá ser registrado como «formado en México» para la campaña siguiente.[31][32]
- En virtud de lo anterior, la nacionalidad expuesta aquí, corresponde a la del registro formal ante la liga, indistintamente de otros criterios como doble nacionalidad, la mencionada naturalización o la representación de un seleccionado nacional distinto al del origen registrado.
- En cumplimiento de lo dispuesto por el artículo 28 del reglamento de competencia, los clubes deberán acumular un mínimo de 1170 minutos jugados por elementos formados en México (FM), nacidos a partir del 1 de enero de 2003; para ello, y de conformidad con los artículos 8, 9 y 10, podrán utilizar jugadores de sus equipos de categorías menores que participan en las Ligas de Fuerzas Básicas; o en caso de tenerlas, de sus filiales de Liga de Expansión, Liga Premier y Liga TDP. Todo lo anterior con el formato de «carnet único», es decir, la autorización formal de la FMF para jugar en todos los equipos ligados a la misma institución. Por lo cual, para los efectos de esta tabla, solo aparecerán los jugadores registrados en la fuente principal (sitio oficial de la Liga MX) para el primer equipo, y no aquellos que en el lapso del certamen disputen partidos para cumplir la regla de menores, sin estar inscritos en el plantel principal.[33]

### Altas y bajas: Apertura 2025
| Altas               | Altas         | Altas                                       | Altas           | Altas |
| Jugador             | Posición      | Procedencia                                 | Tipo            |       |
| ------------------- | ------------- | ------------------------------------------- | --------------- | ----- |
| Carlos Baltazar     | Mediocampista | Celaya Fútbol Club                          | Fin de Préstamo |       |
| Alejandro Organista | Mediocampista | Club Deportivo Leones Negros de la U. de G. | Traspaso        |       |
| Fernando Monárrez   | Mediocampista | Club Tijuana                                | Préstamo        |       |
| Luis Rey            | Defensa       | Club Deportivo Tapatío                      | Préstamo        |       |
| Owen González       | Mediocampista | Club de Fútbol Pachuca                      | Préstamo        |       |
| Miguel Ramírez      | Mediocampista | Club América                                | Préstamo        |       |
| Esteban Lozano      | Delantero     | Club América                                | Préstamo        |       |
| Walter Portales     | Defensa       | Club América                                | Préstamo        |       |
| Édgar Guerra        | Mediocampista | Club León                                   | Préstamo        |       |
| Nicolás Díaz        | Defensa       | Unión Española                              | Préstamo        |       |
| Íker Moreno         | Mediocampista | Atlético Ottawa                             | Traspaso        |       |
| Ariel Gamarra       | Mediocampista | Asociación Atlética Argentinos Juniors      | Traspaso        |       |

| Bajas             | Bajas         | Bajas                        | Bajas           | Bajas |
| Jugador           | Posición      | Destino                      | Tipo            |       |
| ----------------- | ------------- | ---------------------------- | --------------- | ----- |
| Facundo Waller    | Mediocampista | Club Atlético Huracán        | Préstamo        |       |
| Emanuel Gularte   | Defensa       | Club Atlético Peñarol        | Préstamo        |       |
| Gustavo Ferrareis | Delantero     | Atlas Fútbol Club            | Traspaso        |       |
| Jorge Rodríguez   | Defensa       | Atlas Fútbol Club            | Traspaso        |       |
| Sebastián Olmedo  | Defensa       | Club Atlético Tembetary      | Préstamo        |       |
| Alberto Herrera   | Mediocampista | Mazatlán Fútbol Club         | Traspaso        |       |
| Luis Quiñones     | Mediocampista | Club de Fútbol Pachuca       | Fin de Préstamo |       |
| Fernando Arce     | Mediocampista | Deportivo Toluca Fútbol Club | Préstamo        |       |
| Miguel Jiménez    | Portero       | Deportivo Malacateco         | Fin de Contrato |       |
| Jair González     | Mediocampista | Club Santos Laguna           | Fin de Préstamo |       |
| Brayan Garnica    | Mediocampista | Bandera de ?                 | Transferible    |       |
| Luis García       | Mediocampista | Bandera de ?                 | Fin de Contrato |       |
| Pablo González    | Mediocampista | Tlaxcala Fútbol Club         | Fin de Contrato |       |
| Ángel Robles      | Delantero     | Bandera de ?                 | Transferible    |       |
| Cristian Mares    | Delantero     | Club Atlético de San Luis    | Traspaso        |       |

### Máximos goleadores
| #  | Jugador             | Liga | Copa | Concacaf | Conmebol | Total |
| -- | ------------------- | ---- | ---- | -------- | -------- | ----- |
| 1  | Ricardo Álvarez     | 85   | 8    | 1        | -        | 94    |
| 2  | Carlos Poblete      | 88   | 5    | -        | -        | 93    |
| 3  | Silvio Fogel        | 84   | -    | -        | -        | 84    |
| 4  | Guadalupe Velázquez | 61   | 6    | -        | -        | 67    |
| 5  | Matías Alustiza     | 51   | 13   | -        | 2        | 66    |
| 6  | Jorge Aravena       | 56   | 10   | -        | -        | 66    |
| 7  | Muricy Ramalho      | 57   | -    | 2        | -        | 59    |
| 8  | René Paúl Moreno    | 45   | 0    | 0        | -        | 45    |
| 9  | Carlos Muñoz Cobo   | 33   | 4    | -        | -        | 37    |
| 10 | Juan Alvarado       | 33   | ?    | -        | -        | 33    |
| 11 | Álvaro González     | 32   | -    | -        | -        | 32    |

## Uniforme
| |                                   |                                       |
| \| Proveedor deportivo oficial \| Periodo de temporadas del acuerdo \| Origen \| \| --------------------------- \| --------------------------------- \| ------ \| \| Adidas \| 1978-1981 \| \| \| Garcis \| 1982–1983 \| \| \| Adidas \| 1983–1988 \| \| \| Pony \| 1988–1995 \| \| \| Garcis \| 1995–1996 \| \| \| Joma \| 1996–1999 \| \| \| Atlética \| 1999–2010 \| \| \| Kappa \| 2011 \| \| \| Franja Sport \| 2012 \| \| \| Pirma \| 2013 \| \| \| Kappa \| 2014 \| \| \| Charly \| 2015 – 2018 \| \| \| Li Ning \| 2018 – 2019 \| \| \| Umbro \| 2019 – 2022 \| \| \| Pirma \| 2022–Nuevo \| \| |                                   |                                       |
| Proveedor deportivo oficial | Periodo de temporadas del acuerdo | Origen                                |
| Adidas | 1978-1981                         | Bandera de Alemania                   |
| Garcis | 1982–1983                         | Bandera de México                     |
| Adidas | 1983–1988                         | Bandera de Alemania                   |
| Pony | 1988–1995                         | Bandera de Estados Unidos             |
| Garcis | 1995–1996                         | Bandera de México                     |
| Joma | 1996–1999                         | Bandera de España                     |
| Atlética | 1999–2010                         | Bandera de México                     |
| Kappa | 2011                              | Bandera de Italia                     |
| Franja Sport | 2012                              | Bandera de México                     |
| Pirma | 2013                              | Bandera de México                     |
| Kappa | 2014                              | Bandera de Italia                     |
| Charly | 2015 – 2018                       | Bandera de México                     |
| Li Ning | 2018 – 2019                       | Bandera de la República Popular China |
| Umbro | 2019 – 2022                       | Bandera del Reino Unido               |
| Pirma | 2022–Nuevo                        | Bandera de México                     |

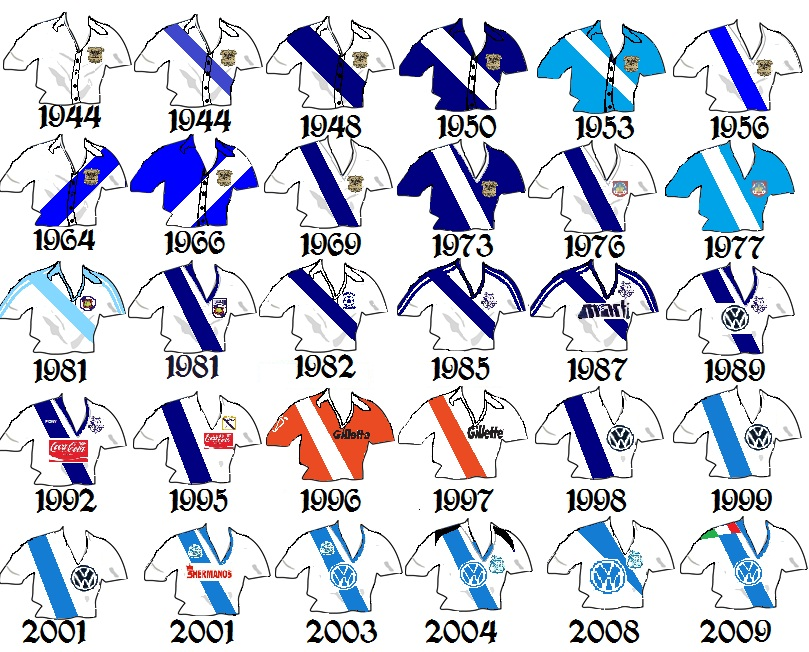
Evolución de la playera de la franja 1944-2009.

Con unos colores armónicamente combinados, el uniforme sale a la representación tanto de la ciudad como del estado debido a la artesanía conocida como talavera, representativa de la ciudad de Puebla cuyos colores también son azul y blanco. Al igual que la talavera el primer uniforme o de local como comúnmente se le conoce tiene el color blanco como base; la franja que cruza la camiseta, los detalles como rayas y terminaciones en la misma, el short o pantaloncillo son en color azul, hubo años donde el uniforme era totalmente blanco y solo la franja azul. Y el de visita ha sido y es igual casi desde el principio, todo en azul exceptuando la franja que es blanca. Dos uniformes, causaron polémica, un primer uniforme, salió en la temporada 96 en la que Carlos Muñoz era la principal figura del equipo, el aquel entonces presidente del Puebla, Jaime Abed, saco un uniforme, que fue un golpe para la historia del equipo, quitó los colores Azules cambiándolos por un color naranja, que afecto al equipo considerablemente, se dice que esta decisión se tomó por motivos relacionados con la política, a pesar de que se conservó el color blanco, en el segundo uniforme era completamente anaranjado dejando solo la franja blanca. A pesar de eso, salió un uniforme, que para muchos es aún más raro, amarillo con azul marino, era el segundo uniforme de la temporada 2004 - 2005, sin conocerse aun la razón por la que este uniforme fue elaborado por cuestión de la marca de indumentaria, Atlética, esto para hacer algo novedoso.
A partir de enero de 2013, tras un semestre sin marca deportiva y teniendo que maquilar sus propios uniformes el equipo vestirá ropa de la marca Pirma pero por desacuerdo con la directiva cambio a la marca italiana Kappa en el año 2014, pero en el clausura 2015  lo patrocinó la marca Charly, pero debido al cambio de propietarios se acordó que para el final del Clausura 2018, termina su relación con la marca mexicana y para el Apertura 2018, hará su entrada al fútbol mexicano la  marca china Li Ning con la franja, esta fue confirmado por el columnista del diario Récord, David Medrano Félix y otros diarios como el Sol de Puebla y Diario Cambio.
Patrocinadores
En 1988 apareció la primera marca sobre el jersey siendo Volkswagen y perduró hasta 1993 cuando Coca Cola apareció luego la quitaron en 1997 y reapareció en 2004-2005. Posteriormente la armadora regresó junto con el Puebla a la Primera División pero finalmente se quedó sin patrocinador durante la temporada 2014-Clausura 2016. En 2015 su patrocinador es Caliente pero debido a una serie de problemas con los anteriores dueños y dando el traspaso a los nuevos inversionistas decidieron en la mitad del torneo de Apertura 2017, romper relación con la casa de apuestas y en su lugar fue puesto un parte con la leyenda "Facebook Club Puebla" en la franja, para finales de 2017, el nuevo dueño y presidente del club, Manuel Jiménez confirmó que para el Apertura 2018, el regreso de la empresa automotriz Volkswagen, regresando una vez a la camiseta, como en aquellos años exitosos de los 80´s.

### Playera de local
La playera de local en sus principios tenía 2 franjas verticales de los 2 lados de los hombros. Para 1944 la playera cambia y se usa una franja Azul que corre del derecha a izquierda, ese diseño ha sido usado en todo la historia del club excepto en 1964-1967 y en el Apertura 2012, donde se usó la franja al revés. De 1996-1997 se usa una Franja Naranja solamente una temporada.
| 1944 | 1944 | 1944 | 1946 | 1949 | 1952 | 1955 | 1964 |  |

| 1970 | 1975 | 1980 | 1981 | 1982 | 1985 | 1987 | 1989 |  |

| 1992 | 1993 | 1994 | 1995 | 1996 | 1997 | 1998 | 1999-00 |  |

| 2012 |

### Playera Alternativa
- La playera Alternativa por su mayoría el equipo la ha usado en azul, desde el azul claro al azul marino. en 1996 tras la llegado de nuevo dueños el equipo cambia el uniforme a Naranja.

| 1944 | 1970 | 1989 | 1992 | 1994 | 2004 | 2005 | 2008 | 2012 |  |

### Playera Gala
- La playera Gala históricamente ha sido colores oscuros de Negro hasta azul oscuro.

| 1953 | 1965 | 1970 | 2003 | 2009 | 2010 | 2011 | 2012 |  |

### Uniformes actuales
- Uniforme local: Camiseta blanca con una franja diagonal azul, pantalón azul y medias blancas con rayas azules.
- Uniforme visitante: Camiseta azul con una franja diagonal blanca, pantalón blanco y medias azules.
- Uniforme alternativo: Camisa amarilla grisáceo claro con una franja diagonal negra, pantalón y medias negras.

| Primer Uniforme | Segundo Uniforme | Tercer Uniforme |

### Uniformes de Porteros
| Primer Uniforme | Segundo Uniforme | Tercer Uniforme |

### Uniformes anteriores
2022 - 2023
| Primer Uniforme | Segundo Uniforme | Tercer Uniforme |

- 2021 - 2022

| Primer Uniforme | Segundo Uniforme | Tercer Uniforme |

- 2020 - 2021

| Primer Uniforme | Segundo Uniforme | Tercer Uniforme | Primer Uniforme Alternativo |

- 2019 - 2020

| Primer Uniforme | Segundo Uniforme | Tercer Uniforme | Uniforme 75 Aniversario | Primer Uniforme Alternativo | Segundo Uniforme Alternativo |

- 2018-2019

| Primer Uniforme | Segundo Uniforme | Tercer Uniforme | Primer Uniforme Alternativo | Segundo Uniforme Alternativo |

- 2017-2018

| Primer Uniforme | Segundo Uniforme | Tercer Uniforme | Segundo Uniforme Alternativo |

- 2016-2017

| Primer Uniforme | Segundo Uniforme | Tercer Uniforme |

- 2015-2016

| Primer Uniforme | Segundo Uniforme | Tercer Uniforme | 2015 vs Atlas | 2016 vs Racing |

- 2015

| Primer Uniforme | Segundo Uniforme | Tercer Uniforme | Primer Uniforme Altermativo | 2015 vs Morelia |

- 2014-2015

| Primer Uniforme | Segundo Uniforme | Tercer Uniforme |

- 2013-2014

| Primer Uniforme | Segundo Uniforme | Primer Uniforme Alternativo |

- 2013

| Primer Uniforme | Segundo Uniforme | Tercer Uniforme | 2013 vs Morelia |

## Estadio

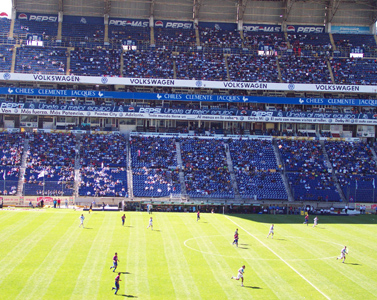
El Estadio Cuauhtémoc durante un partido.

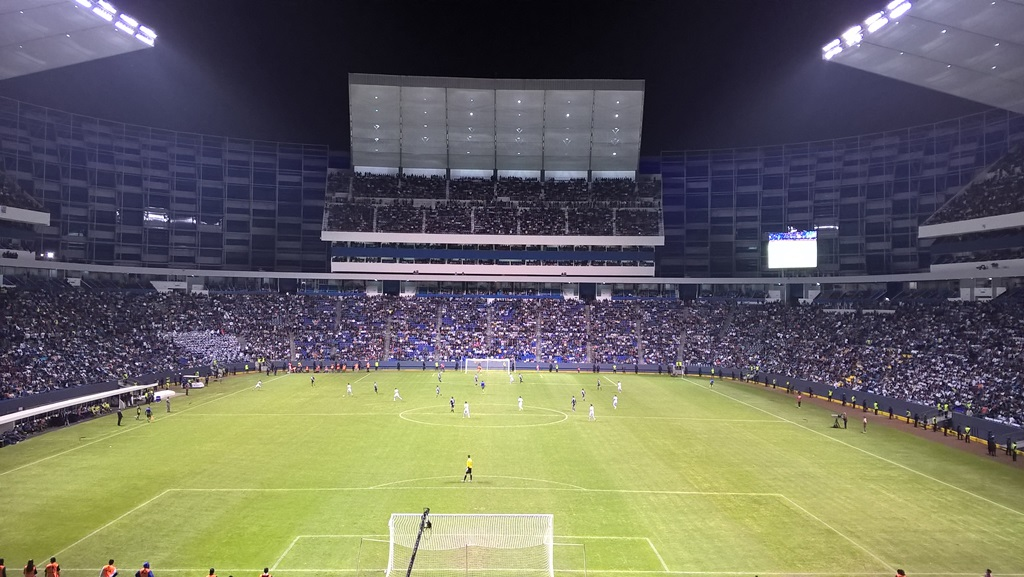
Partido frente a Boca Juniors (Re-inauguración)

Inaugurado en 1968, en donde se han celebrado numerosos eventos, desde partidos de la Primera División de México hasta ser sede de partidos de selecciones como Suecia, Uruguay, Italia e Israel en el mundial de México 1970; y de Italia, Argentina, Corea del Sur, los duelos de Argentina vs. Uruguay, España vs. Bélgica y Francia vs Bélgica, de Octavos de final, Cuartos de final y el partido por el Tercer lugar respectivamente, en el Mundial de México 1986.
Siendo glorias de los dos laureles del equipo de la franja en las temporadas 82-83 y 89-90, con jugadores de la talla de Raúl Arias, Italo Estupiñán, Pablo Larios, Ruiz Esparza, Marcelino Bernal, Jorge Aravena y Carlos Poblete. Ambos títulos bajo la batuta de Manuel Lapuente. La temporada 89-90 marcaría la mejor época del conjunto poblano, ya que también ganaría la Copa México, proclamándose Campeonísimo, y logrando acceder a la Copa de Campeones de la Concacaf, la cual también ganaría, obteniendo su mayor galardón en la historia del club. Además, fue subcampeón de la Copa Interamericana, cayendo en la final ante el Colo-Colo de Chile, teniendo que jugar el Puebla fuera del Cuauhtémoc por conflictos con la FMF, siendo realizado este juego en el Estadio Centenario 27 de febrero en la Ciudad de Villahermosa, Tabasco.
Entre 2014 y 2015, el gobierno del Estado de Puebla decidió invertir 688 millones de pesos para modernizar el estadio del equipo de La Franja; por lo que el Puebla jugó los Torneos Clausura y Apertura 2015 de la Liga Bancomer MX y la Copa MX en el estadio Olímpico de la BUAP, de Ciudad Universitaria de los Lobos BUAP.
El 18 de noviembre de 2015 se llevó a cabo la reinauguración del Estadio Cuauhtémoc con un partido en contra del Boca Juniors, el cual ganó el Puebla FC.

## Entrenadores
- Entrenadores del equipo 1944-presente

| Temporada | Entrenador          | Notas           |
| --------- | ------------------- | --------------- |
| 1944–46   | Eduardo Morilla     | Campeón de Copa |
| 1945–46   | Eladio Vaschetto    |                 |
| 1946–48   | Manuel L. Travieso  |                 |
| 1948–50   | Eduardo Morilla     |                 |
| 1950-51   | Martín Vantolra     |                 |
| 1951-52   | Manuel Casals       |                 |
| 1952–55   | Isidro Lángara      | Campeón de Copa |
| 1955–56   | Eduardo Morilla     |                 |
| 1964      | Donato Alonso       |                 |
| 1964–65   | Manuel García Rojas |                 |
| 1965–66   | Bruno Rodolfi       |                 |
| 1966–68   | Jorge Marik         |                 |
| 1969–73   | Francisco Gatica    | Ascenso 1970    |
| 1972-74   | Ignacio Trelles     |                 |
| 1974–75   | Ángel Zubieta       |                 |
| 1975      | Marco A. Figueroa   |                 |
| 1976–1977 | José Monzebáez      |                 |
| 1977–1978 | Juan R. Faccio      |                 |
| 1978–1979 | Carlito Peters      |                 |
| 1979–1980 | Manuel Lapuente     |                 |

| Temporada     | Entrenador             | Notas                                                                                      |
| ------------- | ---------------------- | ------------------------------------------------------------------------------------------ |
| 1980–1981     | Dino Sani              |                                                                                            |
| 1981–1982     | Leonel Urbina          |                                                                                            |
| 1982– 1984    | Manuel Lapuente        | Campeón de Liga                                                                            |
| 1984–1988     | Hugo Fernández         | Campeón de Copa                                                                            |
| 1988–1989     | Pedro García           | Super líder general con 53 puntos en la temporada 88/89                                    |
| 1989–1993     | Manuel Lapuente        | Campeón de Copa, Liga, Campeón de campeones y Concacaf                                     |
| 1993–1995     | Alfredo Tena           |                                                                                            |
| 1995–1996     | Hugo Fernández         |                                                                                            |
| 1996–1997     | * Aníbal Ruiz          | Alcanzó el 4 lugar general con 31 puntos, consiguió las semifinales en el invierno 1996    |
| 1998          | Raúl Cárdenas          |                                                                                            |
| 1998–1999     | Alfredo Tena           |                                                                                            |
| 1999          | José Mari Bakero       |                                                                                            |
| 2000          | Miguel Mejía Barón     | Alcanzó el 8 lugar general con 24 puntos, consiguió los cuartos de final en el verano 2000 |
| Invierno 2000 | Gustavo Moscoso        |                                                                                            |
| 2000–2001     | Mario Carrillo         | Alcanzó el 5 lugar general con 27 puntos, llegó hasta las semifinales en el verano 2001    |
| 2002          | Tomás Boy              |                                                                                            |
| 2002          | Ignacio Ambríz         |                                                                                            |
| 2002–2003     | Víctor Manuel Vucetich |                                                                                            |
| 2003-04       | Mario Carrillo         |                                                                                            |
| 2005          | Roberto Saporiti       |                                                                                            |

| Temporada   | Entrenador              | Notas |
| ----------- | ----------------------- | --- |
| 2005        | Jorge Aravena           | Campeón de Primera A |
| 2006–2008   | José Luis Sánchez       | Campeón de Primera A 2006, Ascenso 2007 |
| 2008        | Mario Carrillo          | |
| 2009–2010   | José Luis Sánchez       | Hizo 26 puntos el clausura y apertura 2009, alcanzando las semifinales y los cuartos de final                                                                           |
| 2011        | Héctor Eugui            | |
| 2011        | Sergio Bueno            | |
| 2012        | Juan Carlos Osorio      | |
| 2012        | Daniel Bartolotta       | |
| 2012        | Daniel Guzmán           | |
| 2013        | Manuel Lapuente         | |
| 2013-2014   | Rubén Omar Romano       | |
| 2014        | José Luis Sánchez Solá  | |
| 2015        | José Guadalupe Cruz     | Campeón de la Copa México Clausura 2015 |
| 2015        | Pablo Marini            | Campeón de la Supercopa MX 2014/15. Alcanzó el 7 lugar general con 27 puntos llegando hasta los cuartos de final y consiguió la participación en Copa Libertadores 2016 |
| 2016        | Ricardo Valiño          | |
| 2017        | José Saturnino Cardozo  | |
| 2017        | Rafael García           | |
| 2017 - 2019 | Enrique Meza            | |
| 2019        | José Luis Sánchez Solá  | |
| 2019 - 2020 | Juan Reynoso            | Hizo 20 puntos El Torneo Guard1anes 2020, alcanzando los cuartos de final.                                                                                              |
| 2021 - 2022 | Nicolás Larcamón        | Hizo 28 puntos en El Torneo Guard1anes 2021, alcanzando las Semifinales.                                                                                                |
| 2023        | Eduardo Arce            | |
| 2023 - 2024 | Ricardo Carbajal        | Hizo 25 puntos El Torneo Apertura 2023, alcanzando los cuartos de final.                                                                                                |
| 2024        | Andrés Carevic          | |
| 2024        | José Manuel de la Torre | |
| 2025        | Pablo Guede             | |

## Palmarés

### Torneos oficiales
| Competición nacional                        | Títulos                                            | Subcampeonatos             |
| ------------------------------------------- | -------------------------------------------------- | -------------------------- |
| Primera División de México (2/2)            | 1982-83, 1989-90.                                  | 1944-45, 1991-92.          |
| Copa México (5/1)                           | 1944-45, 1952-53, 1987-88, 1989-90, Clausura 2015. | Apertura 2014.             |
| Campeón de Campeones (1/3)                  | 1989-90.                                           | 1944-45, 1952-53, 1987-88. |
| Supercopa de México (1/0)                   | 2014-15.                                           |                            |
| Liga de Ascenso de México (2/0)             | Apertura 2005, Apertura 2006.                      |                            |
| Campeón de Ascenso (1/1)                    | 2006-07.                                           | 2005-06.                   |
| Copa de la Segunda División de México (0/2) |                                                    | 1968-69, 1969-70.          |

| Competición internacional              | Títulos | Subcampeonatos |
| -------------------------------------- | ------- | -------------- |
| Copa de Campeones de la Concacaf (1/0) | 1991.   |                |
| Copa Interamericana (0/1)              |         | 1992.          |

### Fuerzas básicas
- Campeón Sub-17 del Torneo Guard1anes 2020
  - Subcampeón Sub-20 del Torneo Clausura 2014

### Torneos amistosos
- Copa Manuel Hidalgo (1): 1946 vs Atlante F.C.
- Copa Ciudad Hermanas (1): 1969
- Copa Camel de las Naciones: 1989.[35]
- Torneo Hexagonal Feria del Gol: 1986.[36]
- Copa Independencia (1): 2006
- Copa Puebla (1): 2007
- Copa Heroica Puebla (1): 2008
- Copa Cuauhtemóc (1): 2008
- Copa Amistad (1): 2009
- Copa 50 años de Volkswagen en Guatemala (1): 2010
- 75 aniversario Instituto Politécnico Nacional (1): 2011
- Copa Cuna del Fútbol (1): 2013
  - Subcampeón del Trofeo Ciudad de Barcelona (1): 1981[37]
  - Subcampeón de la Copa Tijuana (1): 2011
  - Subcampeón de la Copa Puebla F.C vs Lobos BUAP (1): 2011

### Participación internacional
| Competición                      | Temporada | Finalizó      |
| -------------------------------- | --------- | ------------- |
| Copa Libertadores                | 2016      | Primera fase  |
| Copa de Campeones de la CONCACAF | 1993      | Primera Ronda |
| Copa Interamericana              | 1992      | Subcampeón    |
| Copa de Campeones de la CONCACAF | 1991      | Campeón       |
| Copa de Campeones de la CONCACAF | 1984      | Segunda Ronda |